# South Sioux City
South Sioux City és una població dels Estats Units a l'estat de Nebraska. Segons el cens del 2000 tenia 11.925 habitants.

## Demografia
Segons el cens del 2000, South Sioux City tenia 11.925 habitants, 4.304 habitatges, i 2.961 famílies. La densitat de població era de 939,6 habitants per km².
Dels 4.304 habitatges en un 38,9% hi vivien nens de menys de 18 anys, en un 49,7% hi vivien parelles casades, en un 13,7% dones solteres, i en un 31,2% no eren unitats familiars. En el 25,6% dels habitatges hi vivien persones soles el 10,3% de les quals corresponia a persones de 65 anys o més que vivien soles. El nombre mitjà de persones vivint en cada habitatge era de 2,72 i el nombre mitjà de persones que vivien en cada família era de 3,26.
Per edats la població es repartia de la següent manera: un 29,8% tenia menys de 18 anys, un 11,1% entre 18 i 24, un 29,6% entre 25 i 44, un 19,2% de 45 a 60 i un 10,4% 65 anys o més.
L'edat mediana era de 31 anys. Per cada 100 dones de 18 o més anys hi havia 92 homes.
La renda mediana per habitatge era de 36.493 $ i la renda mediana per família de 42.712 $. Els homes tenien una renda mediana de 27.259 $ mentre que les dones 21.709 $. La renda per capita de la població era de 16.165 $. Aproximadament el 10,1% de les famílies i l'11,5% de la població estaven per davall del llindar de pobresa.

## Poblacions més properes
El següent diagrama mostra les poblacions més properes.